# James Franciscus
James Grover Franciscus  (31 de enero de 1934 - 8 de julio de 1991) fue un actor estadounidense.

## Carrera
Nacido en Clayton, Misuri, EUA. Su primer papel importante fue como el detective Jim Halloran en la serie de la cadena ABC de televisión The Naked City. Franciscus también fue la estrella principal en la serie The Investigators, que se transmitió por la cadena televisiva CBS entre el 5 octubre y el 28 de diciembre de 1961 y donde interpretaba al investigador de seguros Russ Andrews.
Actuó en muchas películas y programas de televisión en los años 1960 y 1970, incluyendo un papel secundario en el episodio de The Twilight Zone 'Judgment Night' (1959). En 1963, apareció como Mike Norris en el episodio "colgar con una sola mano" en el drama médico-psiquiátrico de la NBC The Eleventh Hour. En 1966 apareció como Charles Harris en la serie de tv Combate!, capítulo: Decisions. Franciscus es probablemente más conocido por su papel protagonista en las series Mr. Novak NBC  (1963-65) y Longstreet ABC (1971-72).
En 1970 protagonizó la secuela del Planeta de los Simios Beneath the Planet of the Apes, y en 1976 protagonizó la serie de televisión Hunter, donde interpretaba a un agente secreto.

## Vida personal
Su padre, John Dennis Franciscus, murió en acción en la Segunda Guerra Mundial. En 1957, se graduó de Bachiller en Artes en la Universidad de Yale. En 1960 se casó con   Kathleen Wellman, hija del director William Wellman. Tuvieron cuatro hijos: Jamie, Kellie, Korie y Jolie. Después de divorciarse, en 1980 se casó nuevamente con Carla Ankney. James Franciscus murió en 1991 de enfisema en North Hollywood, California, a la edad de 57 años.

## Filmografía

### Cine
- 1957: Four Boys and a Gun
- 1958: The Mugger
- 1960: I Passed for White
- 1961: The Outsider
- 1964: Youngblood Hawke
- 1968: Shadow Over Elveron
- 1968: Snow Treasure
- 1969: The Great Sex War
- 1969: The Valley of Gwangi
- 1969: Marooned
- 1970: Hell Boats
- 1970: Beneath the Planet of the Apes
- 1971: El gato de las nueve colas
- 1973: Jonathan Livingston Seagull
- 1976: The Amazing Dobermans
- 1978: The Greek Tycoon
- 1978: Good Guys Wear Black
- 1979: Concorde Affaire
- 1979: City on Fire
- 1979: Killer Fish
- 1980: Nightkill
- 1980: When Time Ran Out...
- 1981: The Last Shark
- 1982: Butterfly
- 1983: Veliki Transport
- 1985: Secret Weapons

### Series
- 1958-1959: Naked City
- 1961: The Investigators
- 1963-1965: Mr. Novak
- 1971: Longstreet
- 1973: Doc Elliot
- 1976: Hunter